# Kršćanstvo u Rusiji
Kršćanstvo u Rusiji najraširenija je religija u zemlji. Najbrojnija je Ruska pravoslavna crkva, s oko 58,8 milijuna pripadnika. Prema službenim izvorima, postoji 170 eparhija Ruske pravoslavne crkve, od kojih je 145 okupljeno u metropolije. Postoji od 500 000 do milijun starovjeraca, koji predstavljaju stariji oblik ruskog pravoslavnog kršćanstva i koji su se odvojili od Pravoslavne crkve u 17. stoljeću kao prosvjed protiv crkvenih reformi patrijarha Nikona.
Katolička Crkva procjenjuje da u zemlji ima od 600 000 do 1,5 milijuna katolika, što premašuje vladine procjene od oko 140 000. Katolička Crkva u Rusiji ustrojena je u nadbiskupiju Majke Božje u Moskvi, s tri sufraganske biskupije (Svetoga Klementa u Saratovu, Svetoga Josipa u Irkutsku, Preobraženja u Novosibirsku) i Apostolsku prefekturu Južno-Sahalinsk. 
Prema Slavenskom centru za pravo i pravdu, protestanti čine drugu ili treću skupinu kršćana po brojnosti u Rusiji, s otprilike 3500 organizacija i više od milijun sljedbenika.[nedostaje izvor] 
Levada centar procijenio je da se 2020. 63 % Rusa izjašnjava kršćanima.
Ruski Zakon o nevladinim organizacijama koji je stupio na snagu u travnju 2007. zahtijeva od nevladinih organizacija, uključujući evangeličke crkve, da se registriraju kod državnih agencija, navedu svoje izvore financiranja i dostave zapise o svim sastancima. Od 2016. godine suočavaju se i s povećanim ograničenjima javne i privatne evangelizacije kao rezultat zakona Jarovaja.